# Bristol Beaufort
Die Bristol Type 152 Beaufort war ein im Zweiten Weltkrieg eingesetzter zweimotoriger Torpedobomber des britischen Flugzeugherstellers Bristol Aeroplane Company. Der Erstflug fand 1938 statt, und bis zur Produktionseinstellung im August 1944 wurden 2129 Maschinen gebaut.

## Geschichte
Die Beaufort war ein von dem leichten Bomber Blenheim abgeleiteter Torpedobomber. Der Prototyp flog erstmals am 15. Oktober 1938. Wegen Schwierigkeiten mit den neuen schiebergesteuerten Bristol-Taurus-Motoren verzögerte sich die Indienststellung allerdings bis zum Januar 1940. Aber auch danach gab es mit den Triebwerken fortwährend Probleme, die mitunter auch Flugverbote zur Folge hatten.
Die Beaufort wurde auch in Australien gebaut, dort jedoch mit den stärkeren amerikanischen Pratt & Whitney R-1830-Triebwerken. Die guten Erfahrungen mit diesen Motoren veranlassten das Air Ministry, deren Einbau auch in der neuen Baureihe zu verlangen. Die letzten Baureihen wurden aber wieder mit den inzwischen verbesserten Taurus-Triebwerken ausgerüstet.
Das Muster wurde vom britischen Küstenkommando bis 1943 als Minenleger und Torpedobomber eingesetzt, wonach es von der Beaufighter ersetzt wurde. Im Pazifik flog die Beaufort bis Ende des Krieges. Mit Erfolg wurde sie auch  von Malta aus eingesetzt, wo sie im Mittelmeerraum die deutschen Versorgungskonvois nach Nordafrika massiv stören und damit den Nachschub des Deutschen Afrikakorps schwerwiegend behindern konnte. Insgesamt wurden über 2129 Exemplare gebaut.

## Versionen

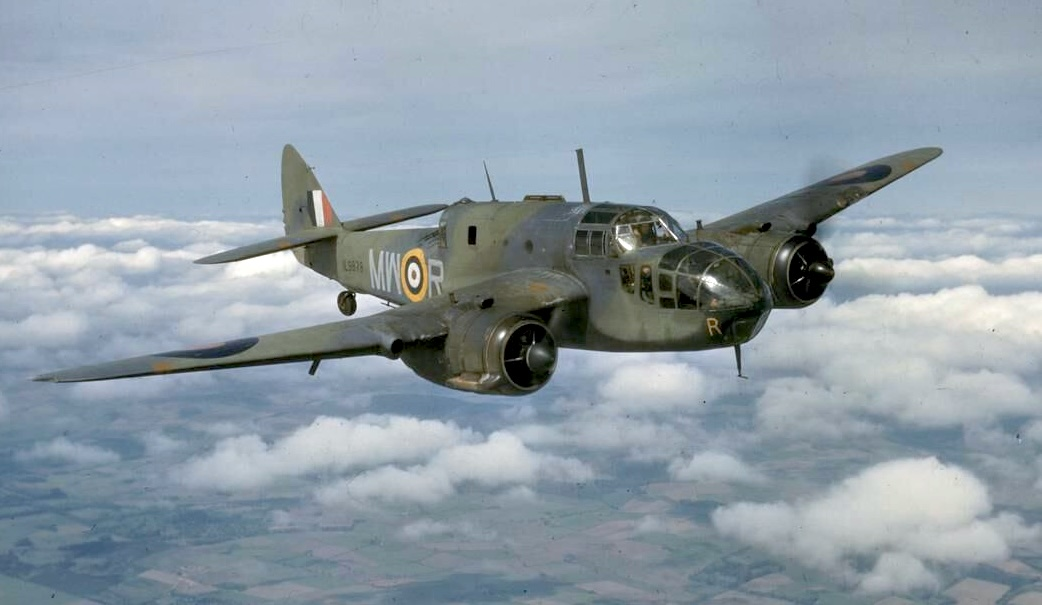
Beaufort Mk.1, No. 217 Squadron RAF

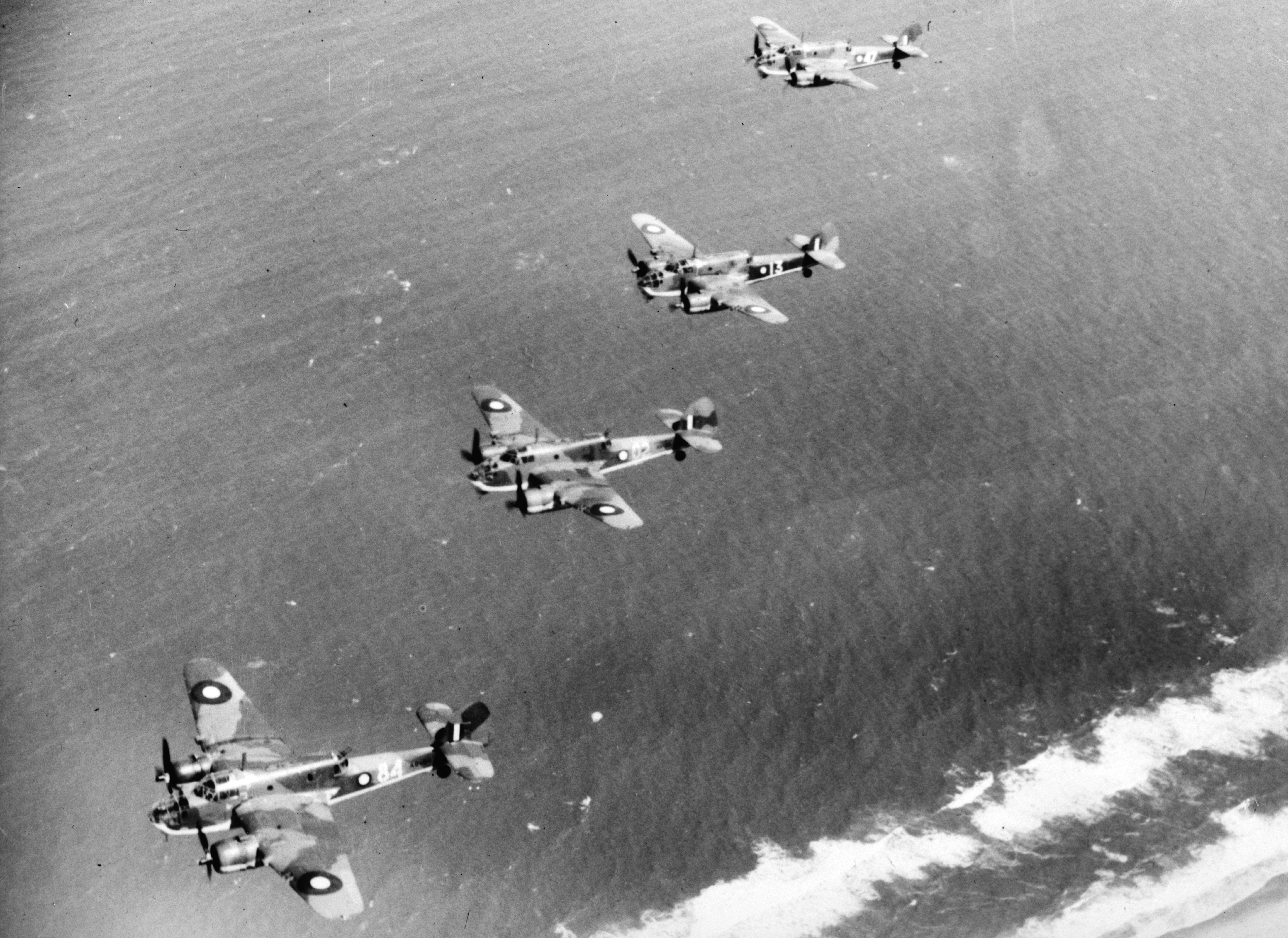
Bristol Beaufort Mk.V der Royal Australian Air Force

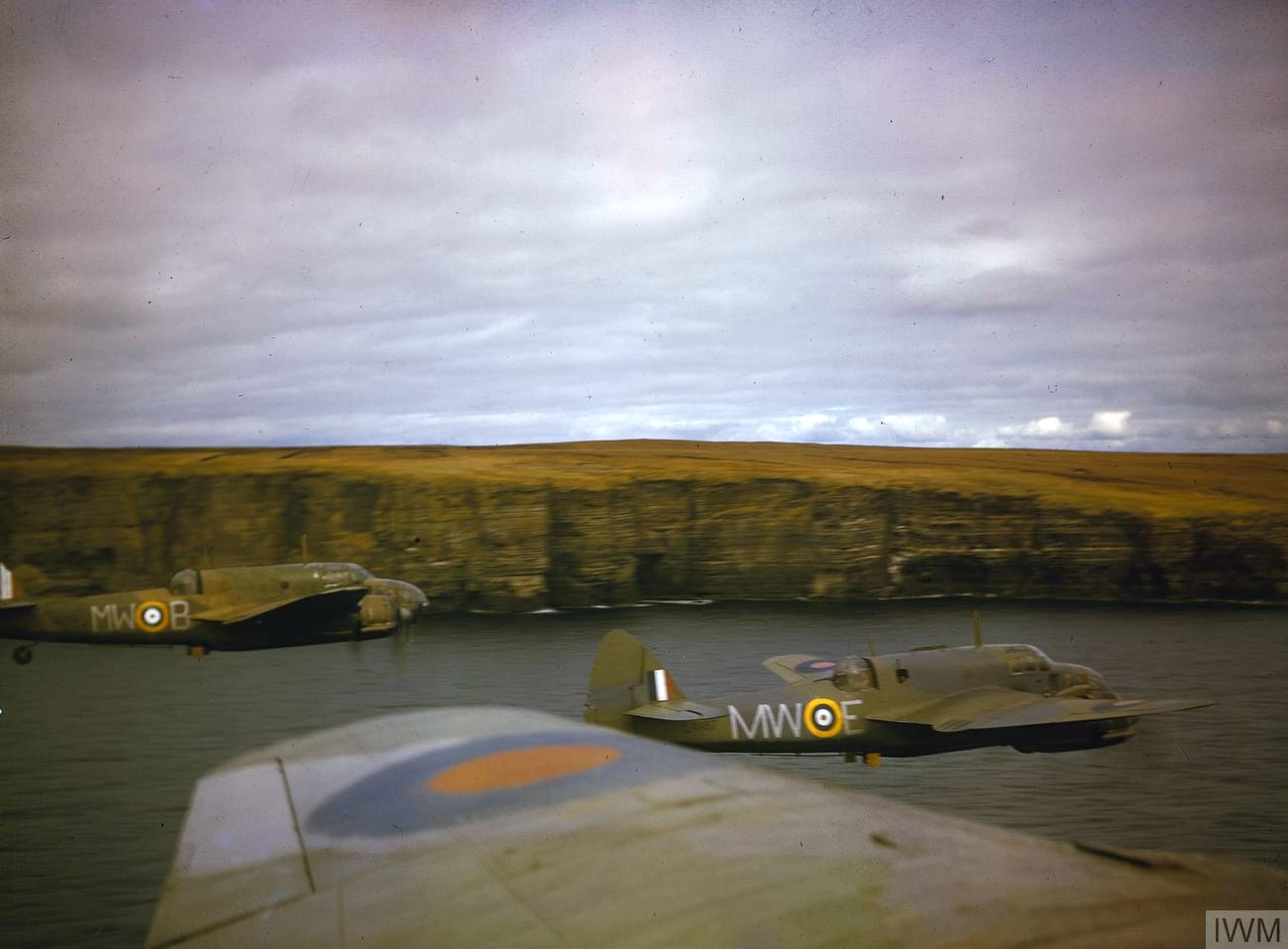
Farbfoto, 1942

Beaufort I
Erste Serienversion mit Bristol-Taurus-Motoren als Torpedobomber und Aufklärungsflugzeug der Royal Air Force.
Beaufort II
Mk.I mit Pratt & Whitney-Twin-Wasp-Motoren.
Beaufort III
nicht gebaute Version mit Rolls-Royce Merlin-XX-Motoren.
Beaufort IV
Ein Prototyp mit Bristol-Taurus-XX-Motoren.
Beaufort V
In Australien gebauten Version mit Pratt & Whitney R-1830-S3C4-G Twin-Wasp-Motoren. 50 wurden gebaut.
Beaufort VA
Mk.V mit vergrößertem Heckleitwerk, 30 wurden in Australien gebaut.
Beaufort VI
Australische Version mit Pratt & Whitney-Motoren R-1830-S1C3 Twin Wasp, 40 wurden gebaut.
Beaufort VII
Version mit Propellern von Hamilton Standard, 60 wurden in Australien gebaut.
Beaufort VIII
Australische Version mit ASV-Radar, die sowohl mit Torpedos und Minen aus britischer als auch aus US-amerikanischer Produktion bewaffnet werden konnte. 520 wurden gebaut.
Beaufort IX
46 australische Beaufort, die zu Transportflugzeugen umgebaut wurden.

## Produktionszahlen
Die Beaufort wurde in Großbritannien in Filton bei Bristol und in Banwell gebaut.
| Version | Filton | Banwell | Summe |
| ------- | ------ | ------- | ----- |
| Mk I    | 1013   |         | 1013  |
| Mk II   | 166    | 250     | 416   |
| Summe   | 1179   | 250     | 1429  |

| Jahr  | Anzahl |
| ----- | ------ |
| 1939  | 27     |
| 1940  | 361    |
| 1941  | 159    |
| 1942  | 318    |
| 1943  | 375    |
| 1944  | 189    |
| Summe | 1429   |

| Fiskaljahr            | Anzahl |
| --------------------- | ------ |
| 01.07.1941–30.06.1942 | 76     |
| 01.07.1942–30.06.1943 | 285    |
| 01.07.1943–30.06.1944 | 312    |
| 01.07.1944–30.06.1945 | 27     |
| Summe                 | 700    |

## Militärische Nutzung
Australien
- Royal Australian Air Force

 Kanada
- Royal Canadian Air Force

 Neuseeland
- Royal New Zealand Air Force

 Südafrikanische Union
- South African Air Force

 Türkei
- Türkische Luftwaffe

 Vereinigtes Königreich
- Royal Air Force
- Royal Navy

## Technische Daten
| Kenngröße             | Daten Bristol Beaufort Mk I                                       |
| --------------------- | ----------------------------------------------------------------- |
| Besatzung             | 4                                                                 |
| Länge                 | 13,59 m                                                           |
| Spannweite            | 17,63 m                                                           |
| Höhe                  | 3,78 m                                                            |
| Flügelfläche          | 46,73 m²                                                          |
| Flügelstreckung       | 6,7                                                               |
| Leermasse             | 5945 kg                                                           |
| Startmasse            | 9630 kg                                                           |
| Antrieb               | zwei Sternmotoren Bristol Taurus mit je 1.146 PS (843 kW)         |
| Höchstgeschwindigkeit | 418 km/h in 1830 m Höhe                                           |
| Dienstgipfelhöhe      | 5030 m                                                            |
| Reichweite            | 1666 km                                                           |
| Bewaffnung            | vier bis sieben 7,7-mm-MGs, 680 kg Bomben oder ein 728-kg-Torpedo |